# ماریا کوردا
ماریا کوردا (مجاری: María Corda؛ ‏ ۴ مهٔ ۱۸۹۸ – ۱۵ فوریهٔ ۱۹۷۶) هنرپیشه مجارستانی بود.
از فیلم‌های او می‌توان به آخرین روزهای پمپئی اشاره کرد.